# Sofia Maria Ekwall
Sofia Maria Ekwall, född 18 februari 1826 i Rogslösa församling, Östergötlands län, död 8 juli 1897 i Norrköpings Sankt Olai församling, Östergötlands län, var en kvinna som dömdes för dubbelmord, en av de mest kända kvinnliga mördarna i 1800-talets Sverige i ett av de mest uppmärksammade och omtalade mordfallen.

## Bakgrund
Sofia Maria var den äldsta dottern till kontrollör Per Ludvig Ekwall, son till Christopher Retzius Ekwall, som beskrivs som en hederlig men svårmodig person. Kontrollören hade år 1844 flyttat med fru och sex barn till herrgården Attarp utanför Jönköping i Småland.

## Mordet
Onsdagen den 28 maj blev kontrollören häftigt sjuk. Han hade återhämtat sig dagen därpå, men åtta dagar senare insjunknade han på nytt. Även pigan Maja Stina Forsberg och sedan en av familjens yngre döttrar insjuknade, och Forsberg dog samma kväll. En läkare tillkallades, ställde diagnosen förgiftning och gav Ekwall och den yngsta dottern motgift. Man obducerade också Forsberg och fann att hon hade blivit förgiftad. Ekwalls tillstånd förbättrades, men efter att han druckit en kopp spenatsoppa blev han sämre igen och dog samma natt. Den yngre dottern däremot tillfrisknade helt.

## Första arresteringen
Ekwalls fru, Hedvig Christina Ekwall, angav då pigan Hedda Thorman och sade att denna hade fött och dödat sitt spädbarn i hemlighet med hjälp av Maja Stina Forsberg och sedan mördat henne för att bevara hemligheten. Men då var frågan hur Ekwall och hans dotter fått i sig giftet. Hedda Thorman förhördes och bedömdes vara oskyldig, men på grund av beskyllningen om barnamord sattes hon ändå i häkte. Även den 18-årige sonen Vilhelm sattes i häkte, då han troddes vara far till barnet Hedda skulle ha dödat. 
Man kom slutligen fram till att kontrollören förgiftats av spenaten han ätit. Denna hade tillagats av Hedvig Ekwall själv; Forsberg hade sedan skrapat pannan, och den yngsta dottern hade ätit resterna från faderns tallrik. Man fick reda på att den äldsta dottern Maria Sofia hade skickat efter arsenik från apoteket för att ta bort en fläck på sin sidenklänning. Sonen frigavs då.

## Andra arresteringen
Det kom fram att fadern hade varit alkoholist och tyranniserat sin familj. Han hade även vägrat ge dottern tillåtelse att gifta sig med sin trolovade. Det troddes att Forsberg förgiftats oavsiktligt, men efter att Sofia Maria Ekwall hade suttit länge i häkte kom det fram att hon hade strött arsenik på en smörgås i moderns åsyn och med hennes samtycke och gett till Forsberg. Sofia förnekade dock att modern varit delaktig.    
Hedvig Ekwall förhördes, men trots allt mer besvärande uppgifter vägrade hon erkänna och tilläts kvarstå utanför häkte för att ta hand om sina barn.   
Sofia ändrade sig då och sade att modern och hon tillsammans förgiftat fadern. Hedvig Ekwall nekade och förebrådde sin dotter för att försöka dra sin egen mor i fördärvet. Sofia sade att modern förgiftat spenaten, att hon förgiftat Forsberg, att hon förgiftat den havresoppa som gjorde att fadern dog efter att han börjat tillfriskna av motgiftet. 

## Upplösning och dom
Hedda Thorman, som hade erkänt och tagit tillbaka erkännandet om barnamord, släpptes fri; det ansågs nu i stället att Sofia hade fött och dödat ett barn i hemlighet.  
Hedvig Ekwall vägrade att erkänna och blev därför frigiven. Hennes dotter Sofia Maria dömdes 1846 som skyldig att bli halshuggen, men efter att hon hade bett om nåd ändrades straffet till 28 dygn på vatten och bröd, kyrkoplikt och livstid på tukthus. Hon frigavs trettio år senare.